# Earley F. Poppleton
Earley Franklin Poppleton (* 29. September 1834 in Bellville, Ohio; † 6. Mai 1899 in Delaware, Ohio) war ein US-amerikanischer Politiker. Zwischen 1875 und 1877 vertrat er den Bundesstaat Ohio im US-Repräsentantenhaus.

## Werdegang
Earley Poppleton erhielt eine klassische Schulausbildung. Danach studierte er an der Ohio Wesleyan University in Delaware. Nach einem Jurastudium und seiner Zulassung als Rechtsanwalt begann er in Elyria in diesem Beruf zu arbeiten. 1861 verlegte er seinen Wohnsitz und seine Anwaltskanzlei in die Stadt Delaware. Gleichzeitig schlug er als Mitglied der Demokratischen Partei eine politische Laufbahn ein. Im Jahr 1870 saß er im Senat von Ohio.
Bei den Kongresswahlen des Jahres 1874 wurde Poppleton im neunten Wahlbezirk von Ohio in das US-Repräsentantenhaus in Washington, D.C. gewählt, wo er am 4. März 1875 die Nachfolge des Republikaners James Wallace Robinson antrat. Da er im Jahr 1876 nicht bestätigt wurde, konnte er bis zum 3. März 1877 nur eine Legislaturperiode im Kongress absolvieren. Nach seiner Zeit im US-Repräsentantenhaus praktizierte Poppleton wieder als Anwalt. Er starb am 6. Mai 1899 in Delaware, wo er auch beigesetzt wurde.